# Cal Madow

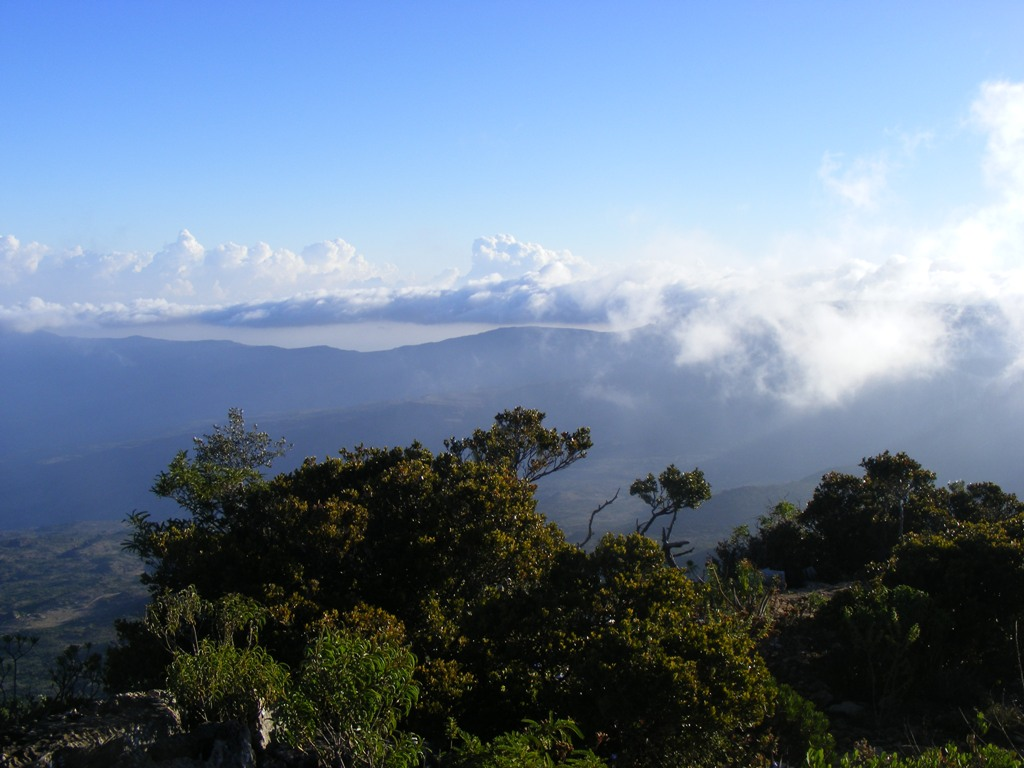
Widok na Cal Madow

Cal Madow (także: Al Mado) jest łańcuchem górskim w północno-wschodniej Somalii, rozciągającym się kilkanaście kilometrów na zachód od Boosaaso, aż po północno-zachodnie okolice Ceerigaabo. Najwyższym punktem jest szczyt Shimbiris, który wznosi się na 2460 m w jego zachodniej części. Był celem wypraw turystycznych, jednak wybuch wojny domowej w Somalii w 1991, uniemożliwił rozwój turystyki na tych terenach.